# Windows Automated Installation Kit
Windows Automated Installation Kit (Windows AIK или WAIK) — набор инструментальных средств и технологий, созданных Microsoft, которые были разработаны с целью помочь в развертывании Windows. Впервые был продемонстрирован на Windows Vista.
Windows AIK Версия 1.0 был выпущен с Windows Vista. Новые или измененные технологии и инструментальные средства включали Windows System Image Manager (Windows SIM), SysPrep, ImageX, и Windows Preinstallation Environment версия 2.0 (WinPE 2.0).
Windows AIK Версия 1.1 был выпущен с Windows Vista SP1 (и Windows Server 2008). Было представлено большое количество новых инструментальных средств, включающих в себя PostReflect и VSP1Cln. Возможность настройки WinPE 2.1 значительно расширились.
Windows AIK Версия 2.0 был выпущен c Windows 7 beta. Весьма существенно то, что новый инструмент, DISM, принял на себя функции нескольких более ранних инструментальных средств, включая PEImg и IntlCfg, которые были подвержены критике. У нового WinPE 3.0 появилась новая функция — AeroSnaps, введенная для Windows 7. The User State Migration Tool (USMT) также был добавлен к WAIK.
Windows AIK Версия 3.0 был выпущен 06.08.2009 c Windows 7  RTM ( и Windows Server 2008 R2 RTM) и 21.02.2011 был выпущен дополнительный компонент пакета автоматической установки Windows (AIK) для Windows 7 с пакетом обновления 1 (SP1), являющийся необязательным обновлением пакета AIK для Windows 7, который помогает устанавливать, настраивать и развертывать операционные системы семейств Microsoft Windows® 7 с пакетом обновления 1 (SP1) и Windows Server® 2008 R2 с пакетом обновления 1 (SP1).
Список Windows AIK.
Подводя итог, можно сказать, что Windows PE является одним из основных компонентов Windows AIK.
Windows PE 2.x представляет собой упрощенную версию Windows Vista, использующуюся для развертывания рабочих станций и серверов.
WinPE может быть загружен через PXE, CD-ROM, флэш-карту или жесткий диск.
Традиционно используемый большими корпорациями и производителями комплексного оборудования (для предварительной установки операционной системы клиента Windows на PC во время производства), WinPE теперь широко доступен бесплатно через Windows Automated Installation Kit (WAIK). Пакет может использоваться для развертывания Windows Operating Systems, проведения тестирований или же как CD/DVD диск восстановления системы администраторов.
WinPE 2.0 представил значительное количество усовершенствований и расширил возможности WinPE не только для корпоративных клиентов компании путём загрузки и установки Windows Automated Installation Kit Microsoft (WAIK) версии 1.0, но и для всех остальных клиентов.
Последняя версия — WinPE 2.1, основанная на Windows Vista SP1 и ядре Windows Server 2008, и доступна начиная с версии 1.1 WAIK.
Самая новая версия — WinPE 3.0, основанная на Windows 7, включает в себя ядро версии 7000, и доступна с WAIK 2.0.
Изначально Windows PE был разработан небольшой командой инженеров в группе Windows Deployment Microsoft, включающей таких людей, как Райн Берхард, Ричард Бонд и Vijay Jayaseelan.